# Kehila Kedosha Janina
La Kehila Kedosha Janina est une synagogue de rite romaniote située à Chinatown, dans le Lower East Side de Manhattan à New York

## Histoire
Kehila Kedosha Janina a pour particularité d'être l'unique synagogue romaniote des Amériques. La congrégation fut fondée en 1906 par des immigrants juifs venus de Ioannina en Grèce mais la synagogue ne fut édifiée qu'en 1927. Jusqu'à la Seconde Guerre mondiale la communauté romaniote du Lower East Side connut une période de prospérité : il y avait trois rabbins qui officiaient dans la synagogue et pendant les grandes vacances elle était tellement bondée qu'il n'y avait pas de places assises. À la fin de la guerre, beaucoup de membres de la communauté s'installèrent dans d'autres quartiers de New York, établissant des minyanim à Harlem, dans le Bronx et à Brooklyn. Ces communautés ne sont plus actives de nos jours. 
La synagogue a été classée par la ville de New York en 2004. La municipalité a entrepris d'importants travaux de restauration en 2006. Chaque dimanche des visites guidées ont lieu.

## Offices
La synagogue abrite encore une petite communauté sur le déclin, il est souvent difficile de former un minyan. La synagogue est ouverte uniquement le shabbat et lors des fêtes juives, il n'y a pas d'office en semaine.

## Disposition
La Kehila Kedosha Janina a un plan atypique pour une synagogue romaniote car elle est orientée nord-sud, l'Aron Ha-Kodesh étant disposé au nord alors que traditionnellement les synagogues romaniotes sont orientées est-ouest, la bimah est située au centre de l'édifice alors qu'elle est généralement disposée à l'ouest.